# Günter Rösch
Günter Rösch (* 18. September 1943 in Rivenich) ist ein deutscher Politiker (SPD).

## Leben und Beruf
Rösch absolvierte eine Ausbildung zum Restaurantfachmann und besuchte eine staatliche Hotelfachschule. Ab 1972 war er beim Arbeitsamt Trier tätig und 1987 wurde er Dienststellenleiter beim Arbeitsamt Bernkastel-Kues. Rösch ist verheiratet und hat ein Kind.

## Politik
Rösch wurde im Kreistag des Landkreises Bernkastel-Wittlich zum Vorsitzenden der SPD-Fraktion gewählt. Darüber hinaus war er Vorsitzender des SPD-Unterbezirks Bernkastel-Wittlich. 1987 wurde er als Abgeordneter in den rheinland-pfälzischen Landtag gewählt, dem er bis 2006 vier Legislaturperioden angehörte. Im Landtag war er stellvertretender Vorsitzender des Ausschusses für Arbeit, Soziales, Familie und Gesundheit und sozialpolitischer Sprecher der SPD-Fraktion.